# Elasmus obesoceratis
Elasmus obesoceratis är en stekelart som beskrevs av Trjapitzin 1979. Elasmus obesoceratis ingår i släktet Elasmus och familjen finglanssteklar. Inga underarter finns listade i Catalogue of Life.